# Grażyna Ignaczak-Bandych
Grażyna Ewa Ignaczak-Bandych (ur. 1 maja 1963 w Legionowie) – polska urzędniczka państwowa, samorządowiec i nauczycielka, w latach 2020–2024 szef Kancelarii Prezydenta RP.

## Życiorys
Ukończyła studia na Wydziale Polonistyki Uniwersytetu Warszawskiego. Ukończyła studia podyplomowe: Prawno-Samorządowe w Polskiej Akademii Nauk, z zakresu kontroli i audytu na UW, dla kadry zarządzającej problematyką teleinformatyczną na UW oraz Studium Edukacji Ekonomicznej w Krajowej Szkole Administracji Publicznej. Posiada także uprawnienia do zarządzania oświatą. 
W latach 80. działała w NSZZ „Solidarność”. W latach 1998–2000 pracowała jako nauczycielka języka polskiego (m.in. w XCIX LO im. Zbigniewa Herberta w Warszawie). Od 2004 była pracownikiem dydaktycznym  Akademii Leona Koźmińskiego i następnie Uniwersytetu Kardynała Stefana Wyszyńskiego. Posiada certyfikat PRINCE2® Practitioner. Zdała egzamin państwowy z języka francuskiego. W 2008 została urzędnikiem mianowanym służby cywilnej. 
W kadencji 1998–2002 radna stołecznej dzielnicy Praga-Południe z ramienia Akcji Wyborczej Solidarność. W 2000 powołana na stanowisko mazowieckiego wicekuratora oświaty. Od 2002 do 2006 zasiadała w radzie Warszawy (wybrana z listy  Prawa i Sprawiedliwości), w której kierowała pracami komisji edukacji i rodziny. W 2004 bez powodzenia ubiegała się z listy PiS o mandat posłanki do Parlamentu Europejskiego (uzyskała 3202 głosy).
Od 2001 była dyrektorem Departamentu Mecenatu, a później zastępcą dyrektora Departamentu Ekonomicznego w Ministerstwie Kultury i Dziedzictwa Narodowego. W latach 2005–2007 była dyrektorem generalnym tego resortu, od 2007 do 2015 pełniła tożsamą funkcję w Naczelnej Dyrekcji Archiwów Państwowych, a od 7 sierpnia 2015 – w Kancelarii Prezydenta Rzeczypospolitej Polskiej. 8 października 2020 została powołana przez Prezydenta RP Andrzeja Dudę na stanowisko szefa Kancelarii Prezydenta RP.
12 lutego 2021 r. została powołana przez Prezydenta RP Andrzeja Dudę na członka Rady do spraw Ochrony Zdrowia.
13 czerwca 2024 została odwołana przez Prezydenta RP Andrzeja Dudę ze stanowiska szefa Kancelarii Prezydenta RP.

## Życie prywatne
Jest mężatką, ma syna.

## Odznaczenia
- Krzyż Komandorski Orderu Odrodzenia Polski – 2024[13][12]